# Parafia św. Barbary w Zabrzu
Parafia Świętej Barbary w Zabrzu – parafia metropolii katowickiej, diecezji gliwickiej, dekanatu Zabrze-Mikulczyce Kościoła katolickiego obrządku łacińskiego. Została erygowana w dniu 7 grudnia 2013 roku z terenów należących do parafii Wniebowzięcia Najświętszej Maryi Panny w Zabrzu-Biskupicach.